# 木村竜五郎
木村 竜五郎（きむら りゅうごろう、木村龍五郎）は、大相撲の行司の名跡の一つ。江戸期から大正期にかけて5人が名乗ったが、現在では事実上途絶えている。
- 初代 襲名期間は文政13年11月 - 弘化3年12月。
- 2代 襲名期間は嘉永2年3月 - 嘉永6年11月。
- 3代 後の16代木村庄之助。襲名期間は明治4年11月 - 明治6年12月。
- 4代 最高位は6人目。襲名期間は明治18年5月 - 明治22年1月。
- 5代 襲名期間は明治42年6月 - 大正7年以降。